# Květa Fialová

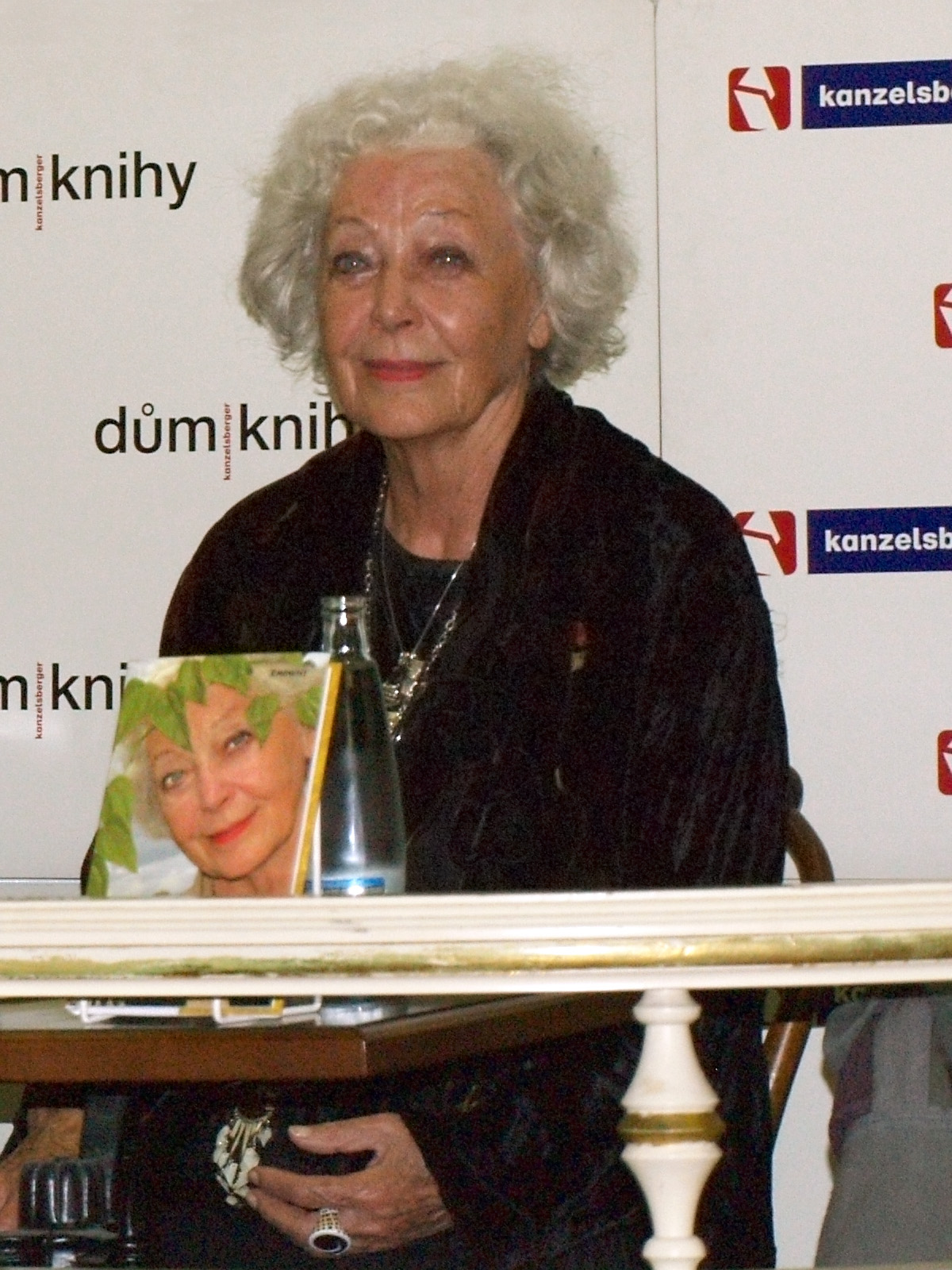
Květa Fialová (2009)

Květoslava Fialová, Ehename Květa Josková (* 1. September 1929 in Veľké Dravce, Tschechoslowakei; † 26. September 2017 in Prag) war eine tschechische Schauspielerin und Synchronsprecherin.

## Leben
Ihre Mutter Květoslava Fialová war Künstlerin und Bildhauerin, der Vater Vlastimil Fiala wurde in Opočnice geboren und war Kampfpilot im Ersten Weltkrieg, dann Legionär. Nach dem Münchner Abkommen wurde die Familie Fiala im Jahr 1938 aus der Slowakei vertrieben und kam in Borohrádek an.
Květa Fialová studierte von 1946 bis 1950 an der Janáček-Akademie für Musik und Darstellende Kunst (JAMU) in Brünn. Anschließend trat als Bühnenschauspielerin zuerst in Opava, dann von 1951 bis 1954 in Budweis, von 1954 bis 1956 in Kolín und in der Zeit 1956–1957 in Martin auf. Im Jahr 1958 erhielt sie ein  Engagement am Prager Theater Divadlo ABC, dessen Direktor Jan Werich war.
Als Filmschauspielerin debütierte sie im Jahr 1948 im Film „Veliká příležitost“ und spielte fortan in über 120 Filmen sowie in mehreren Fernsehserien. Sie war ebenfalls als Synchronsprecherin und in Hörspielen beim Rundfunk Český rozhlas tätig. In erster Ehe war sie mit Jiří Joska, in der zweiten mit dem Regisseur Pavel Háša verheiratet.

## Theaterrollen (Auswahl)
- 1948: als Viola in Večer tříkrálový nebo Cokoli chcete nach William Shakespeare in  Zemské divadlo in Brünn
- 1952: als Tajana in Měšťáci nach Maxim Gorki in Krajské oblastní divadlo České Budějovice
- 1954: als Lidočka in Svatba Krečinského nach Alexander Wassiljewitsch Suchowo-Kobylin in Krajské oblastní divadlo in Budweis
- 1956: als Engel Teofil in Hrátky s čertem nach Jan Drda in Městské oblastní divadlo Kolín
- 1961: als Morgana in Tři pomeranče nach Carlo Gozzi in Divadlo ABC Prag – Regie Miroslav Horníček
- 1964: als Charlotte in Vajíčko nach Félicien Marceau in Divadlo Komedie Prag
- 1964: als Jessika in Benátský kupec nach William Shakespeare in Divadlo Komedie Prag
- 1965: als Mína in Čekanky nach František Xaver Svoboda in Divadlo ABC Prag
- 1966: als Renée in Hraběte jsem zabil já! nach Alec Coppel in Divadlo ABC Prag
- 1970: als Fürstin Twerskaja in Anna Kareninová nach Lew Nikolajewitsch Tolstoi in Komorní divadlo
- 2010: als Maude in Harold a Maude nach Colin Higgins in Slovácké divadlo Uherské Hradiště
- 2012: als Dame in Rosa in Oskar a růžová paní nach Éric-Emmanuel Schmitt in Slovácké divadlo Uherské Hradiště
- 2013: als Věra Malmgrenová in Popel a pálenka nach Bengt Ahlfors in  Slovácké divadlo Uherské Hradiště

## Filmografie (Auswahl)
- 1948: Veliká příležitost
- 1959: Die Prinzessin mit dem goldenen Stern (Princezna se zlatou hvězdou)
- 1964: Limonaden-Joe (Limonádový Joe aneb Koňská opera)
- 1966: Liebe nach Fahrplan (Ostře sledované vlaky)
- 1967: Mord auf heimische Art (Vražda po našem)
- 1974: Die Kriminalfälle des Majors Zeman (30 případů majora Zemana)
- 1977: Adele hat noch nicht zu Abend gegessen (Adéla ještě nevečeřela)
- 1978: Das Krankenhaus am Rande der Stadt (Nemocnice na kraji města)
- 1980: Anamnese
- 1982: Wahlverwandtschaften
- 1983: Schneemänner mit Herz (S tebou me baví svet)
- 1987: Die Schneekönigin (Sněhová královna)
- 1993: Die Rückkehr der Märchenbraut (Arabela se vrací)
- 1999: Alle meine Lieben (Všichni moji blízcí)
- 1995: Byl jednou jeden polda
- 2006: Panic je nanic

## Preise
- 2010: Cena Thálie – für die Rolle „Maude“ im Theaterstück Harold und Maude nach Colin Higgins
- 2011: Medaille Artis Bohemiae Amicis – für ihr Verdienst an der Verbreitung der tschechischen Kultur